# Мезень (город)
Мезе́нь (также среди населения региона распространено ударение Ме́зень) — город (с 1780) в России, административный центр Мезенского муниципального района Архангельской области.
Город находится в пограничной зоне. Вблизи города расположен морской порт (портопункт Кривка).

## Этимология
Город получил своё название от реки Мезень, на которой он стоит. У происхождения данного гидронима есть несколько версий. Наиболее распространённая гласит, что название произошло от прибалтийско-финского Metsänjoki «лесная река».

## География
Город Мезень расположен на правом берегу реки Мезени при впадении в неё реки Товы, в 45 км от Белого моря, в 390 км от Архангельска. Напротив Мезени находится посёлок Каменка. Аэропорт Мезень используется для связи с областным центром. Постоянное автомобильное сообщение действует с 2008 года.

## История

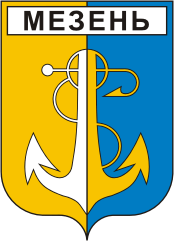
Версия герба (1980-е годы)

Мезень была основана в XVI веке на месте Окладниковой (Большой) слободы (Сокольня Нова) и Кузнецовой (Малой) слободы. Первым поселился тут
новгородский боярин Окладников с сыновьями, первое упоминание о поселении относится к 1545 году. Служила местом ссылки. Так, в 1664—1666 гг. в Мезени содержался известный расколоучитель протопоп Аввакум, а в 1680—1682 гг. — опальный боярин А. С. Матвеев, в 1905—1907 гг. И. Ф. Арманд.
С 1708 года по 1780 год — в составе Мезенского уезда Архангелогородской губернии.
Преобразована в город указом Екатерины II от 25 января по ст. стилю 1780 года в составе Архангельской области Вологодского наместничества. С 1784 года Мезень находилась в составе Архангельском наместничестве, с 1796 года по 1929 год — в составе Архангельской губернии.
В XVIII—XIX веках Мезень сохраняла старинный бытовой уклад: вдоль реки тянулась одна длинная улица с деревенскими избами по обеим сторонам, с двумя бревенчатыми церквями и множеством ветряных мельниц на окраине.
В 1790-е годы в казённых зданиях располагалась Нижняя воеводская канцелярия, где находились городской магистрат и словесный суд. В бывшем воеводском доме поселился мезенский городничий. В городе выделилась прослойка зажиточных людей (купцов II гильдии — два, купцов III гильдии — 58, мещан — 583). В 1802 году Мезень была записана в число штатных городских поселений Архангельской губернии. В это время в городе было три церкви. Появилось две площади, а жилой массив был разбит на десять улиц и переулков. В центре города стоял присутственный казённый дом, а вдоль реки располагались 208 частных жилых деревянных строений.
Интересное замечание о части нравов мезенского чиновничества середины XIX века оставил литератор С. В. Максимов в своей книге «Год на Севере», посетивший Мезень в 1856 году. Если в других городах губернии, писал автор, местное чиновничество в свободное время худо-бедно устраивало танцы, то: «В Мезени танцев нет: карты, и ещё раз карты поглотили там всё свободное от службы время».
В сентябре 1859 год в Мезени был построен Богоявленский храм на средства Стефана Шевкуненко. В 1894 году церковь была обновлена на средства состоятельного мезенского купца Ивана Ефремовича Ружникова.
Мезень стала родиной многих моряков-землепроходцев, участников полярных экспедиций.
В разное время здесь находились в ссылке Аввакум Петров, А. С. Матвеев, П. А. Моисеенко, Александр Серафимович, В. А. Шелгунов, И. Ф. Арманд, К. Е. Ворошилов, С. Н. Марков и другие.
В 1929 году в Мезени на базе мелиоративного товарищества был создан сельскохозяйственный колхоз имени 12-й годовщины Октябрьской революции, а также рыболовецкий колхоз имени 3-й пятилетки.
В 1929 году Мезень стала административным центром Мезенского района в Северном крае, с 1936 года — в Северной области, с 1937 года — в Архангельской области.
С 2006 года является также административным центром Мезенского городского поселения.
В городе можно увидеть необычное, казалось бы, явление. Два раза в сутки река Мезень течёт против своего течения и наполняет воды своего русла. Этим пользуются сотрудники речного транспорта: наполняясь водой, река поднимает со дна корабли, что позволяет выйти транспорту в открытое море, а местному пассажирскому транспорту перевозить людей из Мезени в Каменку. Связано такое явление с морскими приливами.

## Климат
Мезень относится к районам Крайнего Севера и расположена близ границы умеренного и субарктического климатических поясов, зон тайги и лесотундры. В настоящее время город находится вне пределов распространения вечной мерзлоты. Поскольку средняя температура самого тёплого месяца (июля) менее 15 градусов, климат субарктический, но за последние 10 лет летние ночные заморозки наблюдаются реже, чем в Архангельске, а жаркие летние дни — чаще.
- Среднегодовая температура воздуха — −0,7 °C
- Относительная влажность воздуха — 81,3 %
- Средняя скорость ветра — 3,7 м/с

| Показатель                              | Янв.  | Фев.  | Март  | Апр. | Май  | Июнь | Июль | Авг. | Сен. | Окт.  | Нояб. | Дек.  | Год   |
| --------------------------------------- | ----- | ----- | ----- | ---- | ---- | ---- | ---- | ---- | ---- | ----- | ----- | ----- | ----- |
| Абсолютный максимум, °C                 | 8,8   | 5,0   | 11,7  | 22,8 | 29,6 | 31,6 | 36,9 | 32,2 | 26,2 | 20,0  | 9,2   | 8,0   | 36,9  |
| Средний суточный максимум, °C           | −11,9 | −10,5 | −3,9  | 2,2  | 8,6  | 15,4 | 19,3 | 16,2 | 10,5 | 2,8   | −4,2  | −8,7  | 3,0   |
| Средняя температура, °C                 | −14,9 | −13,6 | −7,6  | −1,9 | 4,1  | 10,7 | 14,5 | 12,0 | 7,1  | 0,3   | −6,4  | −11,4 | −0,7  |
| Средний суточный минимум, °C            | −19,1 | −17,6 | −12,1 | −6,6 | −0,2 | 5,6  | 9,4  | 7,7  | 3,8  | −2,3  | −9,6  | −15,2 | −4,8  |
| Абсолютный минимум, °C                  | −46,3 | −42,8 | −37,8 | −27  | −15  | −4   | −1,2 | −3   | −8,8 | −23,9 | −37,2 | −45   | −46,3 |
| Норма осадков, мм                       | 35    | 30    | 29    | 34   | 33   | 45   | 63   | 78   | 61   | 49    | 40    | 34    | 532   |
| Источник: Мезень, Российская федерация. |       |       |       |      |      |      |      |      |      |       |       |       |       |

## Население
| 1856  | 1867  | 1897  | 1913  | 1918  | 1926  | 1931  | 1939  | 1959  | 1970  | 1979  | 1989  |
| ----- | ----- | ----- | ----- | ----- | ----- | ----- | ----- | ----- | ----- | ----- | ----- |
| 1500  | ↗1746 | ↗1800 | ↗3800 | ↘2500 | ↗2900 | ↗3200 | ↗3900 | ↗4077 | ↗4236 | ↗4812 | ↗4968 |
| 1992  | 1996  | 1998  | 2000  | 2001  | 2002  | 2003  | 2005  | 2006  | 2007  | 2008  | 2009  |
| ↗5100 | ↘4900 | ↘4700 | ↘4500 | →4500 | ↘3863 | ↗3900 | ↘3800 | →3800 | →3800 | →3800 | ↘3769 |
| 2010  | 2011  | 2012  | 2013  | 2014  | 2015  | 2016  | 2017  | 2018  | 2019  | 2020  | 2021  |
| ↘3575 | ↗3599 | ↘3490 | ↘3419 | ↘3353 | ↘3352 | ↘3325 | ↘3287 | ↘3267 | ↘3248 | ↘3212 | ↘2874 |
| 2023  |       |       |       |       |       |       |       |       |       |       |       |
| ↘2832 |       |       |       |       |       |       |       |       |       |       |       |

На 1 января 2025 года по численности населения город находился на 1111-м месте из 1124 городов Российской Федерации.

### Генетические исследования
Учёные, изучавшие частоты гаплотипов современных популяций Восточно-Европейской равнины, пришли к выводу, что у населения в северо-западных (белорусы Мяделя Минской области), северных (русские Мезенского района (Мезень, Каменка, Дорогорское и др.) и Ошевенского Каргопольского района Архангельской области) и восточных (русские из Пучежа Ивановской области) частей Восточно-Европейской равнины имеются относительно высокие частоты гаплотипа B2-D2-A2, которые могут отражать примесь от популяций уральской языковой семьи, населявших эти регионы в раннем средневековье.

### Национальный состав
По итогам переписи населения 2020 года проживали следующие национальности (национальности менее 0,1 % и другое, см. в сноске к строке «Другие»):
| Национальность | Численность, чел. | Доля     |
| -------------- | ----------------- | -------- |
| Русские        | 2716              | 94,50 %  |
| Поморы         | 47                | 1,64 %   |
| Украинцы       | 10                | 0,35 %   |
| Коми           | 4                 | 0,14 %   |
| Другие         | 97                | 3,37 %   |
| Итого          | 2874              | 100,00 % |

### Языковой состав
Родной язык населения по данным переписи 1897 года:
| Язык                         | Численность, чел. | Доля     |
| ---------------------------- | ----------------- | -------- |
| Русский («великорусский»)    | 1 818             | 98,43 %  |
| Коми-зырянский («зырянский») | 18                | 0,97 %   |
| Другие                       | 11                | 0,60 %   |
| Итого                        | 1 847             | 100,00 % |

В настоящее время официальным и основным языком города является русский.

## Экономика

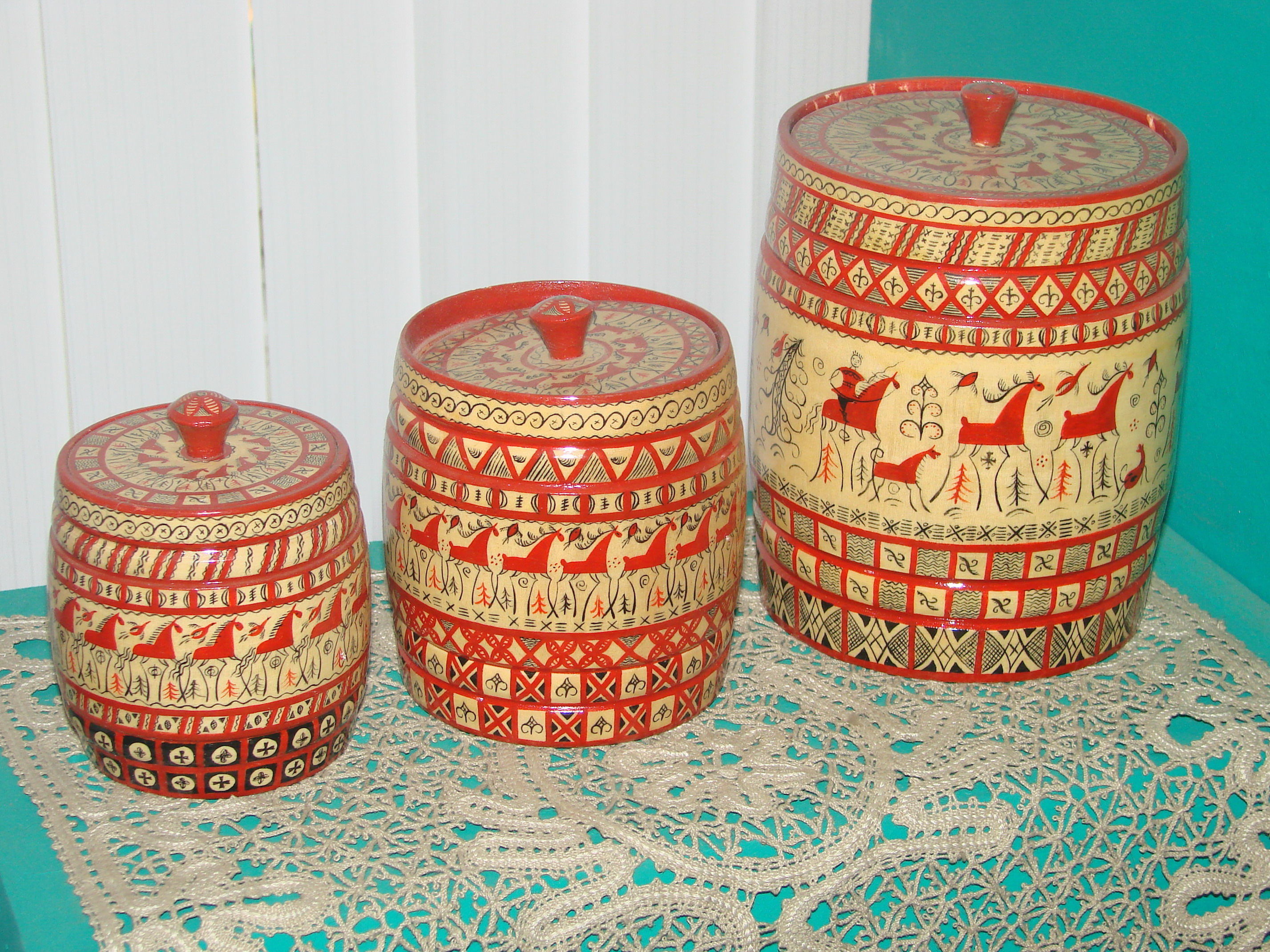
Расписные бочонки

- В городе находится портопункт Кривка морского порта Мезень, расположенного на левом берегу реки, в 7 км от города, в посёлке Каменка.
- Город известен как центр народного промысла — мезенской росписи по дереву, а также как одно из мест, где выпекают традиционные витые пряники — тетёры.

## Транспорт
- Аэропорт Мезень находится в трёх километрах от центра города. Отсюда круглогодично по вторникам и пятницам совершаются прямые авиарейсы АО «2-й Архангельский объединённый авиаотряд»[37] в Архангельск (аэропорт «Васьково»). Они выполняются на самолётах Л-410 (около 17 посадочных мест), ориентировочная стоимость билета по состоянию на 1 января 2013 года составляет 4400[38]. Также из данного аэропорта вышеназванной компанией осуществляются рейсы в населенные пункты Ручьи, Койда, Долгощелье, Сафоново на самолётах Ан-2 и вертолётах Ми-8[39].
- Действует один маршрут городского автобуса (номер 1) «Город — Аэропорт»[40]. Перевозчик: МКУ «Хозяйственная служба» администрации МО «Мезенский район»[41].

## Телевидение
- Первый канал
- Россия 1 / ГТРК Поморье
- Матч ТВ
- Россия К
- НТВ
- Пятый канал

## Телекоммуникации
В городе действуют четыре оператора сотовой связи стандарта GSM: «МегаФон», «МТС», «Теле2» и «Билайн».

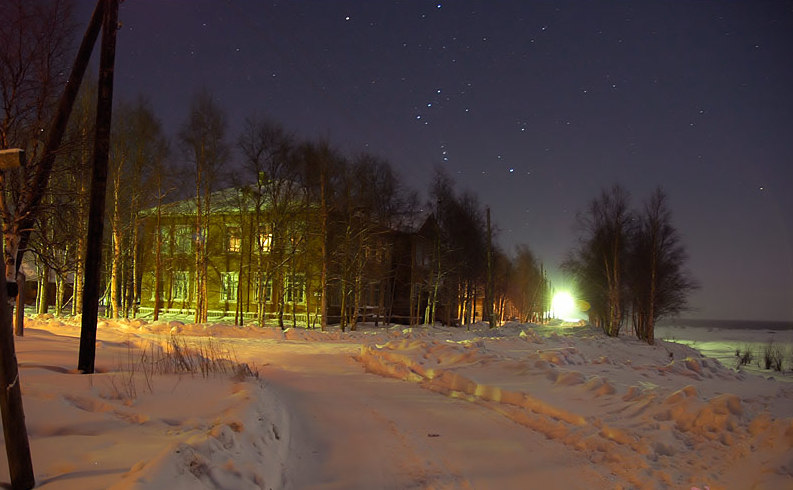
Средняя школа (ныне сгоревшая)
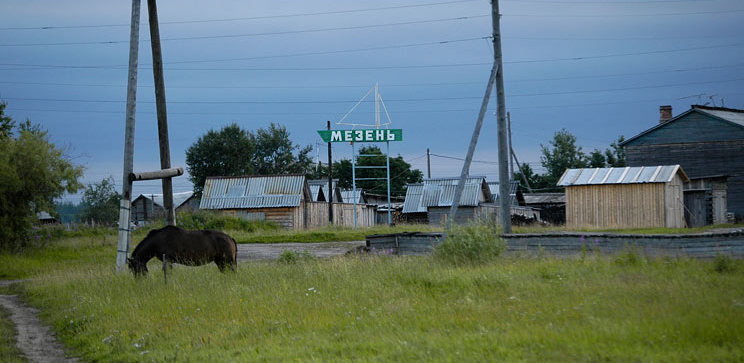
Мезень, вид со стороны аэропорта

## Топографические карты
- Лист карты Q-38-77,78. Масштаб: 1 : 100 000. Указать дату выпуска/состояния местности.

### Карты
- Мезень. Публичная кадастровая карта. Архивировано из оригинала 5 марта 2016 года.